# ヒロ・ハワイアン・ホテル

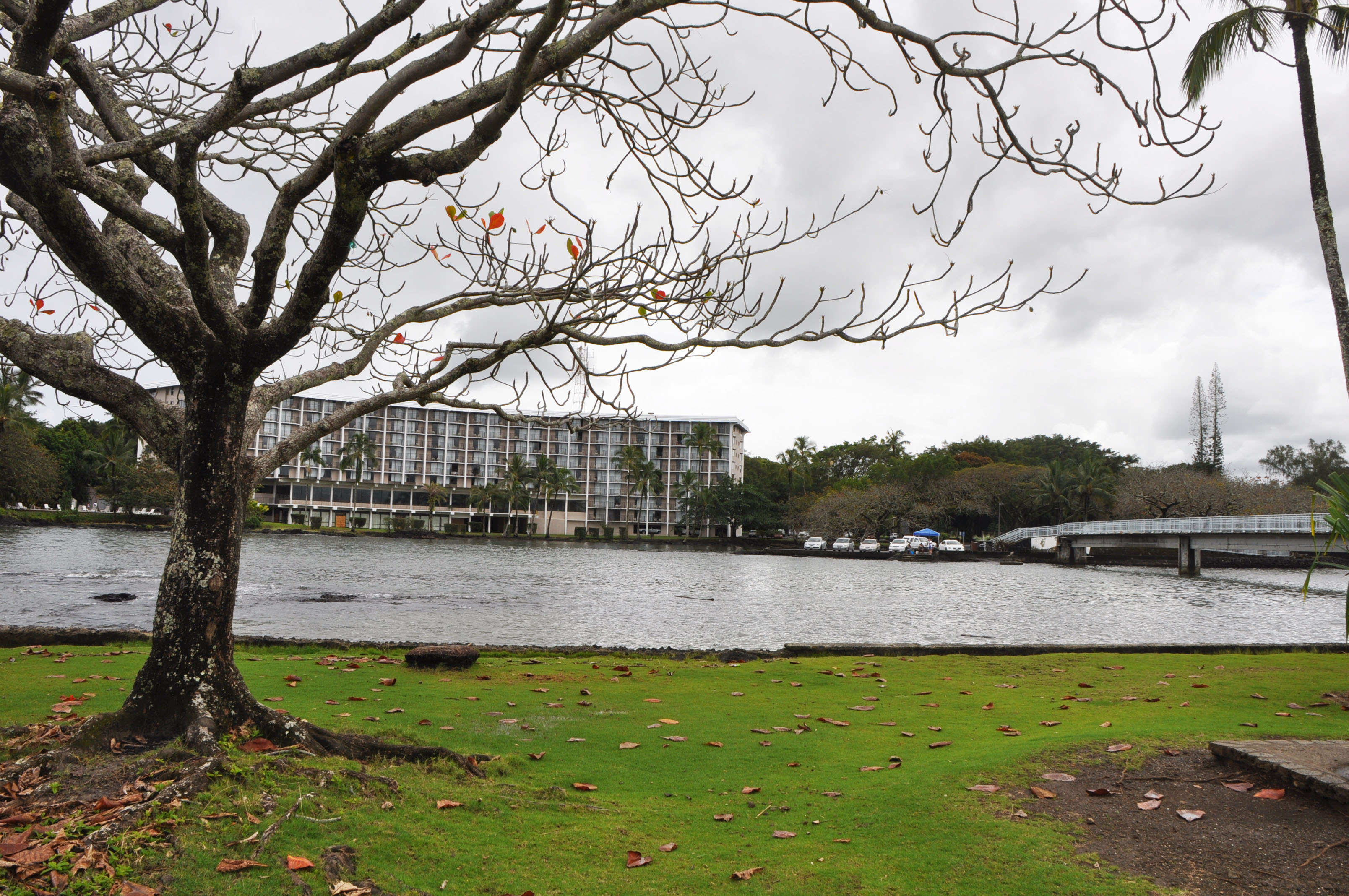
ヒロ・ハワイアン・ホテルはヒロ湾に面していて、ココナツ島への歩道橋（向かって右）にも近い。

ヒロ・ハワイアン・ホテル（英語: Hilo Hawaiian Hotel）は、アメリカ合衆国ハワイ州第二の町ヒロにあるホテルで、ハワイ島の東海岸にある数少ない比較的大型のホテルの一つである。グランド・ナニロア・ホテルと同じく、バニヤン通りにある。

## 概要
ヒロ・ハワイアン・ホテルは、1975年にハワイ州ヒロのバニヤン通りで開業した。その後何回かの改装が行われていて、最近の改装では、1993年の全面改装、2014年の650万ドルの改装があった。現在はハワイとニュージーランドにホテルとコンドミニアムを所有するキャッスルホテルズ＆リゾーツ社の所有になっている。
ホテルのビルは1つで、孤を描くように建てられた8階建て。ロビー階にはメインダイニングのクイーンズ・コートがあり、ホテル内には日本レストラン「箱根」もある。
オーシャンビューの部屋からは、ヒロ湾（Hilo Bay）が広がり、遠く雄大なマウナ・ケア山も望む。湾内のココナツ島への歩道橋は、このホテルに隣接している。

## 参照項目
- グランド・ナニロア・ホテル
- ヴォルケノ・ハウス (Volcano House)
- ヒロの観光